# Román Sídorov
Román Olégovich Sídorov (en ruso: Роман Олегович Си́доров; Stavropol, 28 de marzo de 1955 - ibídem, 9 de febrero de 2015) fue un futbolista ruso que jugaba en la demarcación de delantero.

## Biografía
En 1975 debutó con la camiseta del SC Odesa, donde jugó durante un año. En 1976 fichó por el FC Mashuk-KMV Piatigorsk. Jugó durante dos temporadas en la Primera División de la Unión Soviética, quedando octavo en la primera temporada y segundo en la segunda. En 1978 fue traspasado al PFC Krylia Sovetov Samara, jugando también en la Primera División de la Unión Soviética, donde quedó en la posición 18, descendiendo así a segunda división. En 1979 se fue a Azerbaiyán para jugar en el Neftchi Baku PFK. Posteriormente volvió a jugar en el FC Mashuk-KMV Piatigorsk, FC Dinamo de Stávropol, FC Nart Cherkessk y para el FC Beshtau Lermontov, con quien se retiró en 1994.
Falleció el 9 de febrero de 2015 a los 59 años de edad.

## Clubes
| Club                      | País              | Año         | Partidos | Goles |
| ------------------------- | ----------------- | ----------- | -------- | ----- |
| SC Odesa                  | RSS de Ucrania    | 1975 - 1976 | 21       | 3     |
| FC Mashuk-KMV Piatigorsk  | RSFS de Rusia     | 1976 - 1978 | 24       | 19    |
| PFC Krylia Sovetov Samara | RSFS de Rusia     | 1978 - 1979 | 31       | 7     |
| Neftchi Baku PFK          | RSS de Azerbaiyán | 1979 - 1980 |          |       |
| FC Mashuk-KMV Piatigorsk  | RSFS de Rusia     | 1980        | 32       | 8     |
| FC Dinamo de Stávropol    | RSFS de Rusia     | 1980 - 1981 | 45       | 6     |
| FC Nart Cherkessk         | RSFS de Rusia     | 1981 - 1984 | 83       | 39    |
| FC Mashuk-KMV Piatigorsk  | RSFS de Rusia     | 1984 - 1985 | 28       | 7     |
| FC Nart Cherkessk         | RSFS de Rusia     | 1985 - 1989 | 109      | 30    |
| FC Mashuk-KMV Piatigorsk  | RSFS de Rusia     | 1989        | 10       | 0     |
| FC Beshtau Lermontov      | Rusia             | 1992 - 1994 | 74       | 29    |